# Fure
Fure – rzeka we Francji, przepływająca przez teren departamentu Isère, o długości 25,3 km. Stanowi dopływ rzeki Morge.